# Косьцельна-Яня
Косьцельна-Яня (пол. Kościelna Jania, нім. Kirchenjahn) — село в Польщі, у гміні Сментово-Ґранічне Староґардського повіту Поморського воєводства.
Населення — 191 особа (2011).
У 1975-1998 роках село належало до Гданського воєводства.

## Демографія
Демографічна структура станом на 31 березня 2011 року:
|          | Загалом | Допрацездатний вік | Працездатний вік | Постпрацездатний вік |
| -------- | ------- | ------------------ | ---------------- | -------------------- |
| Чоловіки | 97      | 20                 | 68               | 9                    |
| Жінки    | 94      | 16                 | 57               | 21                   |
| Разом    | 191     | 36                 | 125              | 30                   |